# Hans van Steenwinckel der Ältere
Hans van Steenwinckel der Ältere, auch Hans van Emden (* ca. 1545 oder 1550 in Antwerpen; † 10. Mai 1601 in Halmstad) war ein flämischer Baumeister und Bildhauer, der als Königlicher Baumeister in dänischen Diensten stand. Er entstammte der flämischen Künstlerfamilie Steenwinckel, die im 16. und 17. Jahrhundert in Dänemark wirkte. Sowohl sein Sohn Hans II. wie auch der Enkel Hans III. waren ebenfalls Königliche Baumeister in Dänemark.

## Leben

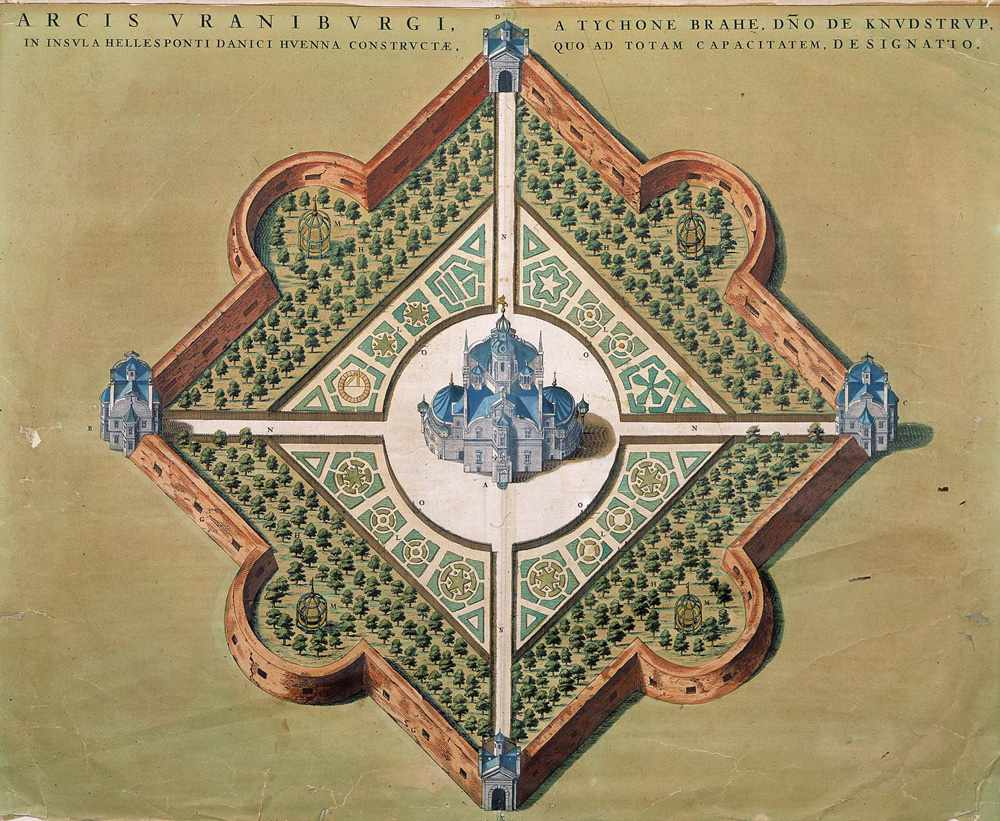
Uraniborg

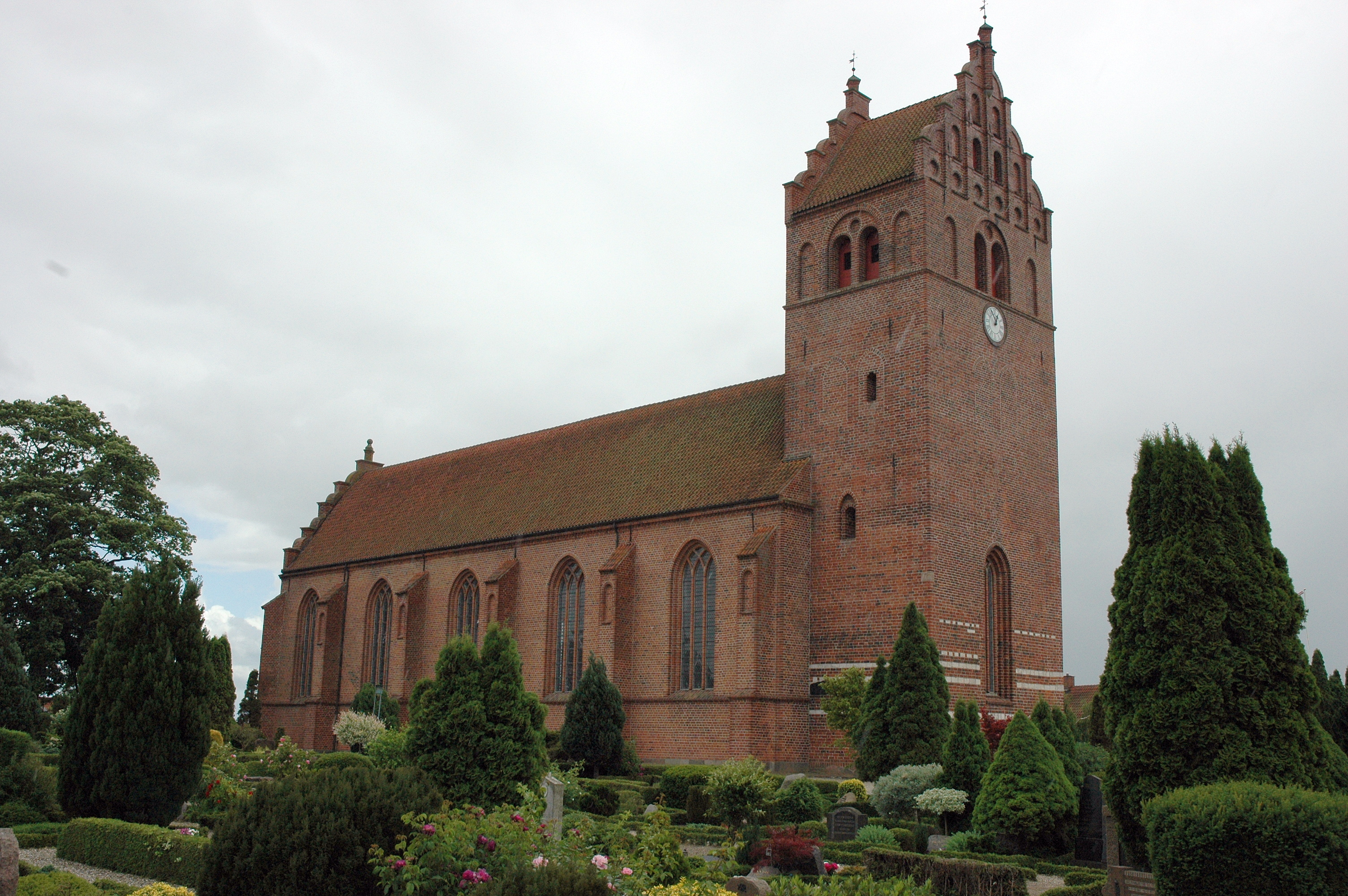
Slangerup Kirke

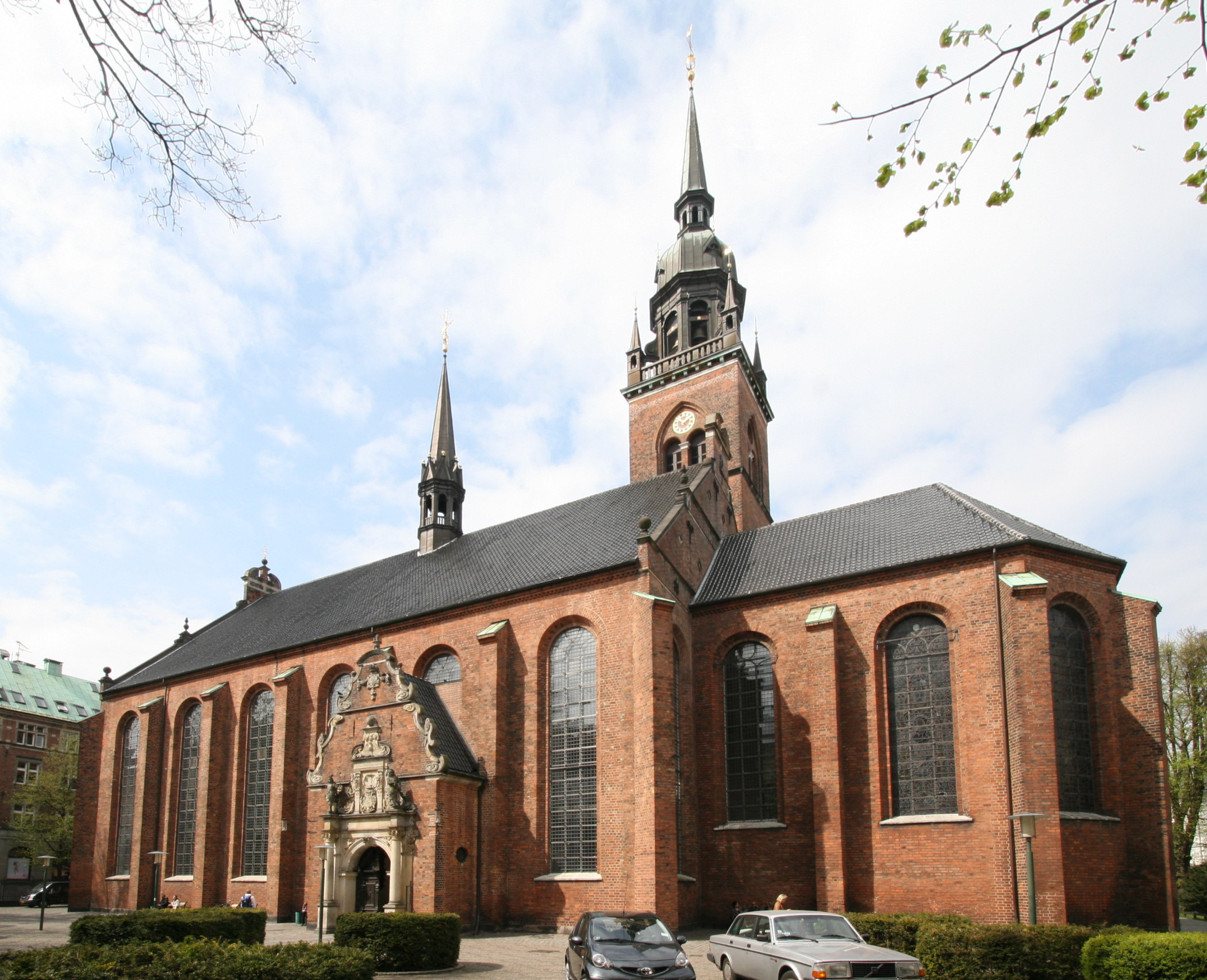
Helligåndskirken Kopenhagen

Van Steenwinckel lernte bei seinem Vater Laurenz van Steenwinckel (1517–1585) in Flandern und in Emden, wo sein Vater Stadtbaumeister wurde und das Emder Rathaus erbaute. Seine Mutter war Alyt (geborene van Dale). 1574 ist Steenwinckel in Zusammenhang mit einer Rechnung zum Rathausbau in Emden urkundlich belegt. Seit dem Frühjahr 1578 ist er in Dänemark nachgewiesen, wo er am Umbau des Schlosses Kronborg mitwirkte. Hier entstand seine Verbindung zu dem Astronomen Tycho Brahe, der ihn förderte und in die Entwicklungen der Architektur in Italien einwies. Für Tycho Brahe baute Steenwinckel seine Bauten auf der Insel Hven im Öresund, wie das Observationsschloss Uraniborg und die Sternwarte Stjerneborg. 1582 erfolgte die Ernennung zum Königlichen Baumeister, 1588 zum dänischen Reichsbaumeister. Steenwinckel baute zahlreiche Festungen in Norwegen (Akershus), Bohuslän und Halland. Seine Bildhauerwerkstatt betrieb er mit seinen Söhnen in Varberg. Der Ausbau der Festung Varberg wurde noch von seinem Sohn Hans fortgeführt. Sein Grabstein aus eigener Werkstatt steht in der Vorhalle der Kirche in Halmstadt.
Er war mit Inger (geborene Pedersdatter, † nach 1630) verheiratet.

## Weitere Werke
- Schloss Orebygaard
- die Kirche in Slangerup
- der Turm an der ansonsten mittelalterlichen Helligåndskirken